# Dynasty Warriors (serie)
Dynasty Warriors, nota in Giappone con il titolo di Shin: Sangoku musō (真・三國無双?), è una serie di videogiochi d'azione e strategia sviluppata da Omega Force e pubblicata da Koei.
Vincitrice di molti riconoscimenti, la serie è uno spin-off di un'altra saga strategica di Koei, Romance of the Three Kingdoms, ispirata vagamente al romanzo cinese Il romanzo dei Tre Regni. Al 2010 aveva venduto oltre dodici milioni di copie in tutto il mondo.

## Sviluppo
La serie Dynasty Warriors è uno spin-off di un picchiaduro del 1997. Il primo videogioco della serie è Dynasty Warriors 2, distribuito in Giappone con il titolo Shin: Sangoku musō (真・三國無双?), in cui shin (真? lett. "autentico" o "vero") indica il cambio di genere. In Occidente la numerazione non ha tenuto conto dei titoli originali giapponesi.

## Videogiochi

### Console
- 1997 - Dynasty Warriors (PlayStation)
- 2000 - Dynasty Warriors 2 (PlayStation 2)
- 2001 - Dynasty Warriors 3 (PlayStation 2 e Xbox)
- 2003 - Dynasty Warriors 4 (PlayStation 2, Xbox e Windows)
- 2005 - Dynasty Warriors 5 (PlayStation 2 e Xbox)
- 2007 - Dynasty Warriors 6 (PlayStation 3, Xbox 360 e Windows)
- 2011 - Dynasty Warriors 7 (PlayStation 3 e Xbox 360)
- 2013 - Dynasty Warriors 8 (Playstation 3 e Xbox 360)
- 2018 - Dynasty Warriors 9 (PlayStation 4, Xbox One e Windows)

### Portatile
- 2004 - Dynasty Warriors (PlayStation Portable)
- 2005 - Dynasty Warriors Advance (Game Boy Advance)
- 2006 - Dynasty Warriors Vol. 2 (PlayStation Portable)
- 2007 - Dynasty Warriors DS: Fighter's Battle (Nintendo DSi)
- 2009 - Dynasty Warriors: Strikeforce (PlayStation Portable, PlayStation 3 e Xbox 360)
- 2012 - Dynasty Warriors Next (PlayStation Vita)[5]
- 2012 - Dynasty Warriors VS (Nintendo 3DS)